# Мадуа, Валантен
Валантен Мадуа (фр. Valentin Madouas; род. 12 июля 1996 в Бресте, Франция) — французский профессиональный шоссейный велогонщик, выступающий за команду мирового тура «Groupama-FDJ».

## Достижения
2016
1-й — Этап 2 Крейз Брейз Элит
7-й — ЗЛМ Тур — Генеральная классификация
2017
8-й — Ронд де л´Исард — Генеральная классификация
2018
1-й  Тур дю От-Вар — Молодёжная классификация
7-й — Гран-при Марсельезы